# Christian Keglevits
Christian Keglevits (ur. 29 stycznia 1961 w Weiden bei Rechnitz) – piłkarz austriacki grający na pozycji napastnika.

## Kariera klubowa
Karierę piłkarską Keglevits rozpoczął w klubie SC Eisenstadt. W 1979 roku został piłkarzem Rapidu Wiedeń i w sezonie 1979/1980 zadebiutował w austriackiej Bundeslidze. W debiutanckim sezonie wywalczył miejsce w podstawowym składzie Rapidu grając potem w ataku między innymi z Hansem Kranklem i reprezentantem ZSRR Anatolijem Zinczenką. W 1982 roku wywalczył z Rapidem swój pierwszy tytuł mistrza Austrii, a w 1983 roku wywalczył z nim dublet (mistrzostwo i Puchar Austrii). Z kolei w 1984 roku zdobył krajowy puchar.
Latem 1984 roku Keglevits przeszedł do innego wiedeńskiego klubu, Wiener Sport Club. W 1985 roku spadł z nim do drugiej ligi, gdzie grał przez rok. Po awansie Wiener Sport Club do zespołu przybył Hans Krankl i Keglevits, podobnie jak w Rapidzie, grał z nim w ataku.
W 1989 roku Keglevits wrócił do Rapidu i grał w nim przez dwa sezony zdobywając 19 goli. W 1991 roku przeszedł do Austrii Salzburg. W sezonie 1991/1992 wywalczył z Austrią mistrzostwo kraju, jednak po sezonie odszedł do LASK Linz. Tam grał przez jeden sezon i w 1993 roku wrócił do Wiener Sport Club, w którym w 1994 roku zakończył karierę.
| Sezon   | Klub              | Kraj    | Rozgrywki     | Mecze | Bramki |
| ------- | ----------------- | ------- | ------------- | ----- | ------ |
| 1979/80 | Rapid Wiedeń      | Austria | Bundesliga    | 34    | 7      |
| 1980/81 | Rapid Wiedeń      | Austria | Bundesliga    | 35    | 16     |
| 1981/82 | Rapid Wiedeń      | Austria | Bundesliga    | 28    | 5      |
| 1982/83 | Rapid Wiedeń      | Austria | Bundesliga    | 29    | 7      |
| 1983/84 | Rapid Wiedeń      | Austria | Bundesliga    | 17    | 1      |
| 1984/85 | Wiener Sport Club | Austria | Bundesliga    | ?     | ?      |
| 1985/86 | Wiener Sport Club | Austria | 2. Bundesliga | ?     | ?      |
| 1986/87 | Wiener Sport Club | Austria | Bundesliga    | ?     | ?      |
| 1987/88 | Wiener Sport Club | Austria | Bundesliga    | ?     | ?      |
| 1988/89 | Wiener Sport Club | Austria | Bundesliga    | ?     | ?      |
| 1989/90 | Rapid Wiedeń      | Austria | Bundesliga    | 27    | 9      |
| 1990/91 | Rapid Wiedeń      | Austria | Bundesliga    | 27    | 10     |
| 1991/92 | Austria Salzburg  | Austria | Bundesliga    | 31    | 11     |
| 1992/93 | LASK Linz         | Austria | Bundesliga    | 22    | 7      |
| 1993/94 | Wiener Sport Club | Austria | Bundesliga    | 26    | 2      |

## Kariera reprezentacyjna
W reprezentacji Austrii Keglevits zadebiutował 8 października 1980 roku w wygranym 3:1 towarzyskim spotkaniu z Węgrami i w debiucie zdobył dwa gole. W 1990 roku został powołany do kadry na Mistrzostwa Świata we Włoszech. Tam był rezerwowym i nie rozegrał żadnego spotkania. Od 1980 do 1991 roku rozegrał w kadrze narodowej 18 spotkań i zdobył 3 gole.